# Clara Mildred Thompson

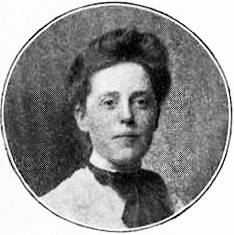
Clara Mildred Thompson (1903)

C. Mildred Thompson (* 27. November 1881 in Atlanta, Georgia; † 17. Februar 1975 ebenda) war eine US-amerikanische Historikerin und Hochschullehrerin. Sie war Professorin für Geschichte am Vassar College und an der University of Georgia. Sie war auch als Bildungsdelegierte in Europa und bei den Vereinten Nationen tätig.

## Leben und Werk
Thompson war die Tochter des in Irland geborenen Hotelbesitzers Robert Galbraith Thompson und Alice Wood Thompson. Nachdem sie die öffentlichen Schulen in Atlanta besucht hatte, darunter die Girls' High School, schrieb sie sich 1899 am Vassar College ein. In ihrem dritten Studienjahr besiegten sie und zwei weitere Debattiererinnen des Vassar College die Studentinnen des Wellesley College in dem ersten interkollegialen Debattierwettbewerbs zwischen Frauencolleges.
Nachdem sie 1903 ihr Studium an der Vassar University mit Auszeichnung abgeschlossen hatte, unterrichtete Thompson von 1903 bis 1906 Englisch und Geschichte an der Wilford School in Baltimore. Anschließend studierte sie an der Columbia University bei dem Historiker William Archibald Dunning.
Thompson war als eine der Dunning Men, einer Gruppe von Doktoranden, die Reconstruction studierten, die einzige Autorin von Studies in southern history and politics: Inscribed to William Archibald Dunning, PH.D., LL.D., Lieber professor of history and political philosophy in Columbia university (1914) und die einzige Frau, die eine der sieben Studien über die Südstaaten der sogenannten Dunning School of Reconstruction-Historiographie verfasste. Ihr Buch Reconstruction in Georgia: Economic, Social, Political: 1865–1872 (1915) ersetzte eine frühere Abhandlung The Reconstruction of Georgia  (1901).
Thompson erhielt 1907 ihren Master-Abschluss an der Columbia University und promovierte dort 1915. Im letzten Jahr ihres Masterstudiums unterrichtete sie Algebra und Geometrie am Brooklyn Heights Seminary. 1908 kehrte Thompson als Vertretung bis 1909 an das Vassar College zurück. 1910 wurde sie mit einer regulären Anstellung Dozentin, 1915 Assistenzprofessorin und 1917 außerordentliche Professorin.
Im Dezember 1916 wurde Thompson zur Sekretärin des neuen Zulassungsausschusses ernannt, der im Rahmen der Initiative von Präsident Henry Noble MacCracken gegründet wurde, um Studenten aufzunehmen, die sich aufgrund akademischer Leistungen qualifiziert hatten, aber möglicherweise bei ihrer Geburt nicht am College registriert waren. Im Juni 1923 wurde Thompson die zweite Dekanin des Vassar College und wurde zur ordentlichen Professorin befördert.
Unter ihrer Schirmherrschaft arbeitete der erste beratende Psychiater des Vassar College im Büro des Dekans, eine der ersten Stellen dieser Art im Hochschulwesen in Amerika. Thompson setzte sich auch für eine liberale Stipendienpolitik ein und entwarf und implementierte einen dreijährigen AB-Studienplan, der als Kriegsmaßnahme geschaffen und im Februar 1943 angenommen wurde. 1932 war Thompson die erste Bewohnerin des Dean's House, das von der Architektin Ruth Adams entworfen wurde. 1940 wurde eines der sieben neuen Stipendien zum 75-jährigen Jubiläum nach C. Mildred Thompson benannt.
Während ihrer akademischen Laufbahn am Vassar College veröffentlichte Thompson zahlreiche Artikel und Konferenzbeiträge.

## Politisches Engagement
Thompson setzte sich aktiv für das Frauenwahlrecht ein und nahm 1911 mit Lucy Maynard Salmon bei der 2. Suffragistenparade in New York City teil.
Als enge Freundin von Eleanor Roosevelt war Thompson Vorsitzende der Frauenabteilung des Democratic National Committee und Leiterin eines Pädagogenausschusses während Franklin D. Roosevelts Wiederwahlkampf 1936. Sie setzte sich 1936 und erneut 1940 und 1944 aktiv für Roosevelt ein. Wenige Tage vor der Wahl 1944 schloss sich Thompson einer Gruppe von 37 prominenten Frauen an, darunter Barnard College Dean Virginia Gildersleeve und Sarah Lawrence College Präsidentin Constance Warren, die amerikanische Frauen aufforderten, seine Wiederwahl zu unterstützen. Thompson war jedoch nicht immer mit der Politik der Roosevelt-Regierung einverstanden. Im Juni 1938 organisierte sie eine Petition von 75 Fakultätsmitgliedern des Vassar College, in der Präsident Roosevelt aufgefordert wurde, das Munitionsembargo gegen Spanien aufzuheben.
Thompson war in den 1940er Jahren auch häufige Teilnehmerin des Radioprogramms Information, Please!  und moderierte eine wöchentliche Sendung im New Yorker Sender WJZ mit dem Titel Listen, the Women.
Am 6. April 1944 ernannte das Außenministerium sie zu einer von sechs US-Vertretern bei der Konferenz der alliierten Bildungsminister in London (CAME). Sie war die einzige weibliche amerikanische Delegierte bei der Konferenz, bei der es um den Wiederaufbau des Bildungswesens und einen weltweiten Schulplan ging. 1945 nahm sie an einem weiteren Treffen in London teil, bei dem Delegierte aus 37 Ländern zusammenkamen, um die Organisation der Vereinten Nationen für Erziehung, Wissenschaft und Kultur (UNESCO) zu gründen. Thompson war auch Mitglied des Lenkungsausschusses zur Planung der internationalen Versammlung weiblicher Delegierter aus den Ländern der Vereinten Nationen im Oktober 1946.
Nach dem Tod von Präsident Roosevelt 1945 war sie Mitglied des Planungsausschusses für die Franklin D. Roosevelt Historic Site und des Beirats der Franklin D. Roosevelt Presidential Library.
1948 zog sich C. Mildred Thompson nach 25 Jahren als Dekanin aus dem College zurück. Von 1948 bis 1952 war sie als Beraterin für Bildung und als Professorin für Geschichte an der University of Georgia tätig. 1953 war sie ein Jahr lang in Straßburg als Dekanin der Frauen an der Free Europe University in Exile tätig, einer 1951 in New York City gegründeten Hochschule für Jugendliche aus Mittel- und Osteuropa im Exil.
1963 stiftete ein anonymer Spender die C. Mildred Thompson-Dozentur  und die erste Dozentin war die Südostasien-Spezialistin und Autorin Virginia Thompson Adloff.
Thompson starb am 17. Februar 1975 im Alter von 94 Jahren in Atlanta.

## Veröffentlichungen
- Reconstruction in Georgia, Economic, Social, Political, 1865–1872 . Legare Street Press, 2022, ISBN 978-1-01-625295-9.